# Isla de Agua
Isla de Agua (en portugués: Ilha d’Água) se localiza en el interior de la bahía de Guanabara, en la ciudad y estado de Río de Janeiro, al sur de Brasil.
Utilizada hasta la primera mitad del siglo XX como balneario y lugar de pesca, con la instalación de la Refinería Duque de Caxias (REDUC), pasó a acoger una terminal de carga y descarga de combustibles(diésel, gasolina, y petróleo) a partir de 1961.